# Atichta
Atichta (en macédonien Атишта) est un village de l'ouest de la Macédoine du Nord, situé dans la municipalité de Kitchevo. Le village comptait 31 habitants en 2002.

## Démographie
Lors du recensement de 2002, le village comptait :
- Macédoniens : 31